# Пойнт-Хоп
Пойнт-Хоп (англ. Point Hope, ал.-ин Tikiġaq) — поселение со статусом «город» (city) в боро Норт-Слоп, штат Аляска, США. Расположено на одноименном мысе, ограничивающем с севера залив Коцебу. Большинство населения — тикигагмиуты, ветвь эскимосов.

## География и климат
Поселение расположено в северо-западной части штата, полностью занимая одноимённый мыс; с севера, запада и юга омывается водами Чукотского моря (свободно ото льда с конца июня до середины сентября), с востока соединено с «большой землёй» косой, ширина которой в самой узкой части едва достигает 400 метров. Официально площадь города составляет 16,6 км², из которых 0,3 км² занимают открытые водные пространства. При этом по факту все жители проживают в прямоугольном квартале размером примерно 600 на 1000 метров. Эта зона находится всего в 1—2 метрах выше уровня моря, поэтому она подвержена наводнениям — в качестве эвакуационной точки используется близлежащий холм Бикон, высота которого 14 метров и к которому проложена укреплённая дорога. Город обслуживает одноимённый аэропорт.
Среднегодовая влажность в Пойнт-Хоп составляет 76,7 %: самый влажный месяц — декабрь (82 %), самый сухой — апрель (71 %).

## История

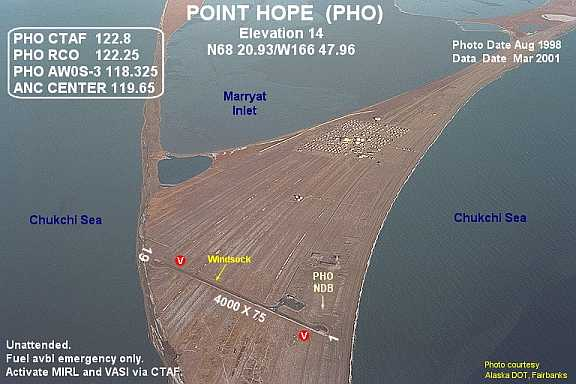
Аэропорт Пойнт-Хоп. Можно разглядеть прямоугольный жилой квартал.

Первое упоминание о населённом пункте на этом месте относится к 1861 году, когда он был описан капитаном Петром Тихменевым под названием Тьекагагмиут и вскоре на русских картах эта деревня была отмечена как Тьекага. Тогда в ней проживали эскимосы, которые сами называли своё поселение Тикарак или Тикигак, что означало «указательный палец»: действительно, мыс, на котором она находится, имеет треугольную форму и выступает в море примерно на 20 километров, имея в «основании треугольника» около 15 километров.
Однако, данная географическая точка была отмечена как "Point Hope" на картах мира и Северной Америки издания: Уокера (J & C Walker), издана в 1840 году, Джона Доуэра (John Dower), издана в 1844 году, Лондон; Гриффина Джонсона (Griffing Johnson), издана в 1847 году, Нью-Йорк;  Колтона (J.H. Colton), издана в 1857 году.
Деревня существовала здесь уже долгое время, минимум с VI века, в связи с выгодным расположением: киты проходили в этом месте близко к берегу из-за «выпячивания» мыса в море, а именно охотой на китов издавна жило местное население. К моменту обнаружения деревня состояла из нескольких полуподземных домов, сложенных из китовых костей и пла́вника. Вообще Пойнт-Хоп считается одним из самых старых населённых пунктов Северной Америки, в котором люди жили непрерывно, что представляет большой интерес для археологов.
В 1958 году Правительство США решило провести в регионе «мирный» ядерный взрыв: испытание водородной бомбы — Проект «Колесница», для чего предлагалось расселить деревню, так как она должна была быть уничтожена в результате взрыва. Взрыв планировался примерно в 48 километрах от Пойнт-Хоп, в его результате должна была появиться глубокая бухта, которой можно было бы пользоваться три месяца в году. Антивоенные и экологические активисты смогли предотвратить уничтожение деревни и само проведение испытания.
5 января 1966 года поселение Пойнт-Хоп было инкорпорировано со статусом «город» (city).

## Демография
С 1930-х годов население деревни постоянно, хоть и очень неравномерно, росло, лишь в 2000-х годах количество жителей начало сокращаться.
2000 год
По переписи 2000 года в Пойнт-Хоп проживали 757 человек, было 186 домохозяйств и 151 семья. Расовый состав был следующим: белые — 8,72 %, негры и афроамериканцы — 0,13 %, коренные американцы (в основном эскимосы) — 87,05 %, азиаты — 0,13 %, прочие расы — 0,13 %, смешанные расы — 3,83 %, латиноамериканцы (любой расы) — 1,72 %.
50 % домохозяйств представляли собой женатые пары, проживающие совместно, 19,4 % — женщины — главы семей без мужей, 18,3 % не являлись семьями. Средняя семья состояла из 4,5 человек. 42,5 % населения были младше 18 лет, 11,6 % были в возрасте от 18 до 24 лет, 26 % — от 25 до 44 лет, 14,7 % — от 45 до 64 лет и 5,2 % жителей города были старше 65 лет: средний возраст горожанина составлял 22 года. На 100 лиц женского пола приходилось 122,6 мужского, причём на 100 совершеннолетних женщин приходилось уже 118,6 мужчин сопоставимого возраста.
Средний доход домохозяйства составлял 63 125 долларов в год, семьи — 66 250 долларов. Мужчины в среднем зарабатывали 41 750 долларов в год, женщины — 35 625 долларов, доход на душу населения составлял 16 641 доллар в год. 13,9 % семей и 14,8 % жителей Пойнт-Хоп проживали за чертой бедности, в том числе 17,3 % несовершеннолетних и 16,2 % пенсионеров.
2010 год
По переписи 2010 года в Пойнт-Хоп проживали 674 человека: 352 мужчины и 322 женщины; из них 190 человек были младше 15 лет и 42 человека старше 65 лет; средний возраст горожанина составлял 26 лет. Расовый состав был следующим: белые — 5,79 %, негры и афроамериканцы — 0,45 %, коренные американцы (в основном эскимосы) — 89,47 %, прочие расы — 0,15 %, смешанные расы — 4,15 %, латиноамериканцы (любой расы) — 1,93 %, азиатов не проживало.
2012 год
По оценкам 2012 года в Пойнт-Хоп проживали 695 человек: 52,3 % мужчин и 47,7 % женщин. Средний возраст горожанина составлял 25,3 лет, при среднем по Аляске в 35,3 лет. Средний доход домохозяйства составлял 80 503 доллара в год, при среднем по Аляске в 67 712 долларов; доход на душу населения — 23 486 долларов в год. Происхождение предков: немцы — 2,1 %, ирландцы — 1,8 %, выходцы из Чёрной Африки — 1,6 %. Опрос жителей старше 15 лет показал, что 48,2 % из них не состоят в браке и никогда в нём не были, 31,6 % состоят в браке и живут совместно, 2,4 % состоят в браке, но живут раздельно, 8,9 % вдовствуют и 8,9 % находятся в разводе. 3,4 % жителей Пойнт-Хоп были рождены вне США, при среднем по Аляске 6,4 %.
2013 год
По оценкам 2013 года в Пойнт-Хоп проживали 683 человека. Безработица составила 5,2 %, при среднем по Аляске 5,9 %.